# Schloss Dietersdorf (Pommern)
Schloss Dietersdorf ist das Herrenhaus eines Gutes, das ursprünglich im Besitz der alteingesessenen Familie von Borcke war. Im Jahr 1846 gelangte es an die Familie von Knebel-Doeberitz. Diese engagierte sich im 19. Jahrhundert besonders in der beruflichen Interessenvertretung „Klub der Landwirte“, der andere Vertreter der pommerschen Ritterschaft nur zögerlich beitraten. Der heutige Bau wurde 1851–1853 für Constantin von Knebel-Doeberitz errichtet. Ab 1872 war Dietersdorf im Besitz von Artur von Knebel-Doeberitz. Im Jahr 1894 brannte das Herrenhaus nieder, wurde aber unverändert wiederaufgebaut.

## Architektur
Der Turm des neugotischen Herrenhauses ähnelt dem von Schloss Bewersdorf (Bobrowniki). Das Gebäude aus rotem Backstein-Mauerwerk erhebt sich über einem unregelmäßigen rechteckigen Grundriss. Die Hauptfassade ist nach Südosten ausgerichtet und besteht aus einem einfachen kompakten dreistöckigen Körper mit einem viereckigen an die Seitenfassade angrenzenden Aussichtsturm, der mit einem konischen Helm bedeckt ist. Dem Haupteingang auf der Achse geht ein Altan mit scharf geschnittenen Arkaden voraus. An der Westseite ist das Gebäude durch zahlreiche Risalite gegliedert. Der Baukörper ist abwechslungsreich gestaltet.

## Park
Der Landschaftspark im englischen Stil wurde mit dem Herrenhaus 1851–1853 angelegt und hat eine Fläche von 22 ha. Am Südufer des Ziegensees (Jeziora Kozy), gegenüber dem Gut, wächst eine mächtige Eiche mit einem Umfang von 5 m, deren Alter auf etwa 400 Jahre datiert ist. Im Park befindet sich auch das verfallene Mausoleum der Familie von Knebel-Doeberitz.